# Museu de San Miguel de Azapa
O Museu Arqueológico San Miguel de Azapa é um museu localizado a 500 metros de da localidade que o nomeia, situada na comuna de Arica, capital da Região de Arica e Parinacota, norte de Chile.
Fundado em 1967, o museu pertence a Universidade de Tarapacá y se destaca por possuir em seu acervo as múmias da Cultura Chinchorro, as mais antigas do mundo.
Para se chegar a esta instituição deve-se se usar um caminho rural, antes de chegar a San Miguel de Azapa, pela Ruta A-27.

## Acervo

### Parque de petroglifos

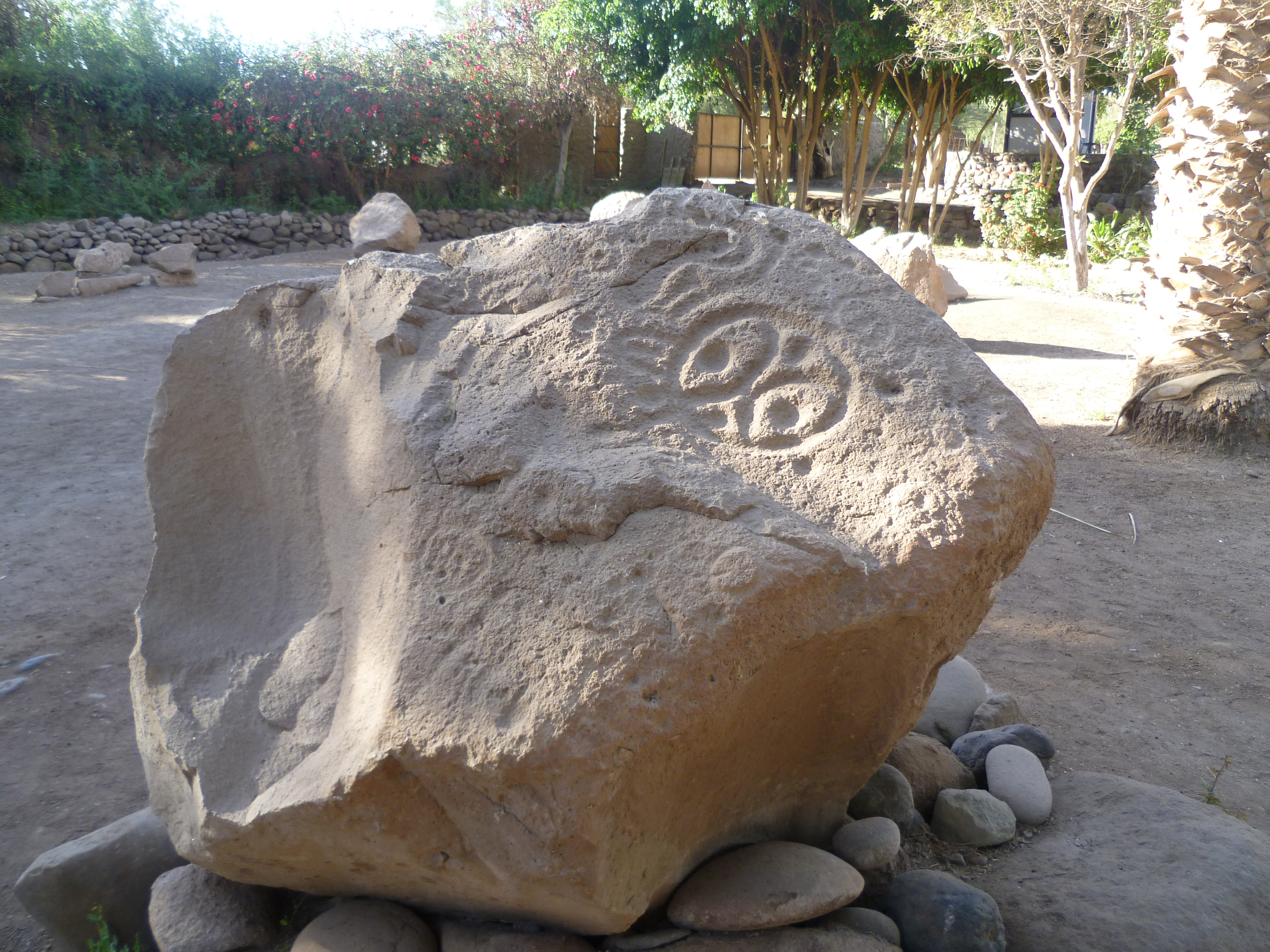
Petroglifos do Museo de Azapa

No pátio de acesso ao museu se exibe um parque de petroglifos e um busto de Max Uhle, pioneiro da Antropologia no norte chileno. O parque compreende um amplo espaço frente ao edifício principal, formando una rotatória em que 13 blocos isolados de pedra exibem sua variada mostra de arte pré-hispánica Estes blocos possuem figuras talhadas com motivos antropomorfos, zoomorfos y geométricos.
O conjunto de blocos de petroglifos foi trasladado para este museu em meados dos anos 1970, como iniciativa ante a constante perda de este tipo de patrimonio cultural durante o rápido crescimento da cidade de Arica e a habilitação de novos terrenos agrícolas no Vale de Azapa.
A maioria destes blocos provém de lugares como o Pucará de San Lorenzo ou o Cemitério de Sobraya, cuja cronologia corresponde a finais do Período Médio e início do Período Intermédio Tardio (ca. 800-1200).

### Interior

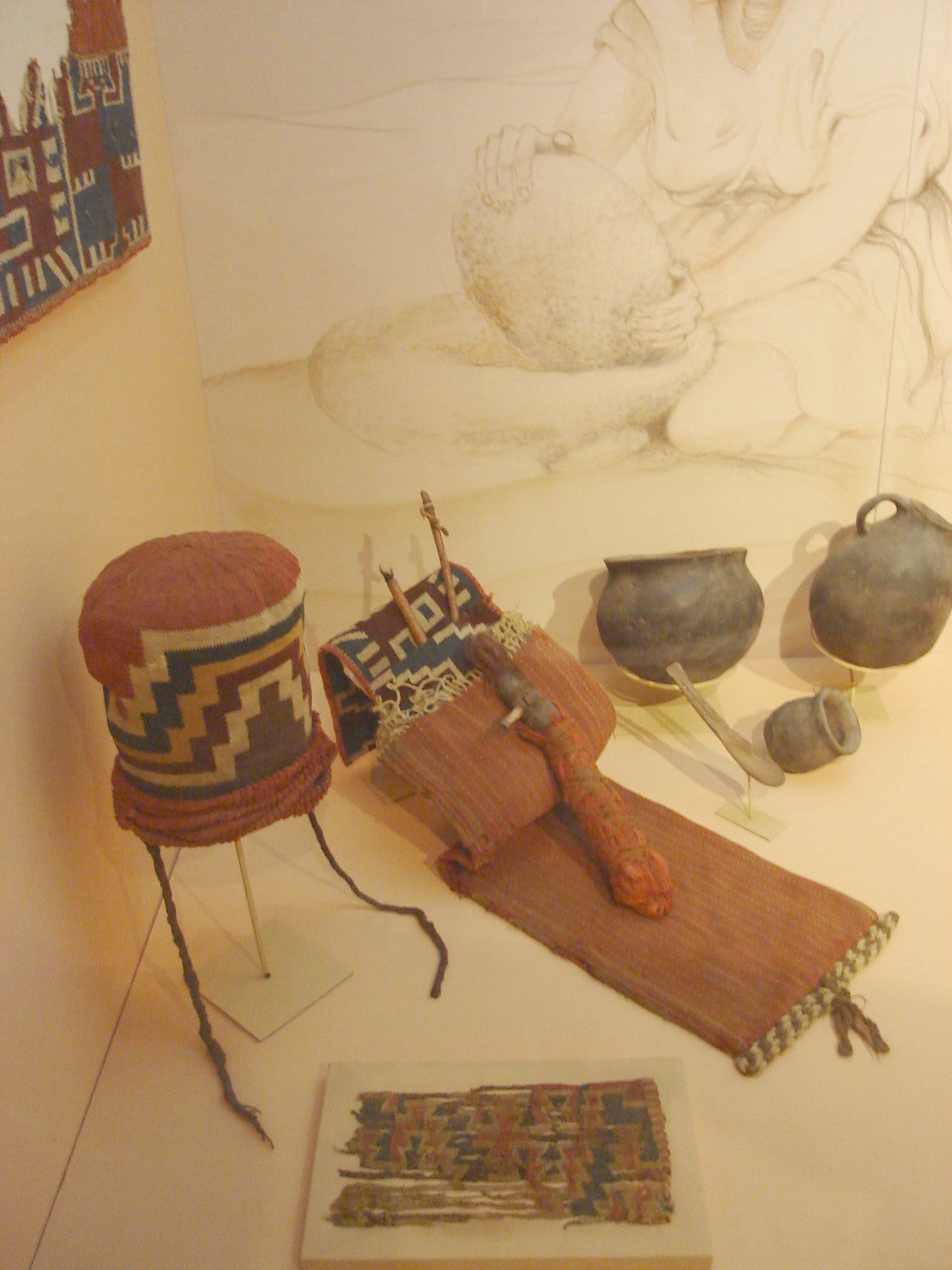
Museo Arqueológico San Miguel de Azapa

No interior do museu se encontra uma bela colecção de delicados tecidos, cestaria y cerâmica indígenas, sendo mais de 80 mil peças; as múmias da cultura chinchorro, as mais antigas do mundo, mumificadas com uma curiosa técnica em areia. Algumas delas, apesar da idade encontram-se em alto grau de conservação, se levarmos em conta a idade e as condições de instalação do local e a apurada técnica usada para embalsamá-las. Acredita-se que sua conservação ocorreu devido ao clima árido e seco da região. Também há uma prensa do século XVIII para extrair azeite de oliva y una didáctica reconstrucção escénica das etapas das culturas costera e andina.
Em locais protegidos por vitrines, o museu reproduz o estilo de vida que levavam os índios pescadores  que viviam ao longo da costa do Pacífico, no período compreendido entre 5.050 e 2.500 a.C., quando predominava a cultura dos chinchorros.
Curiosamente, entre as múmias localizadas no museu, encontra-se uma tão bem conservada, que os historiadores, com ajuda de pesquisadores e professores, chegaram a montar através de um programa especial de computador as feições e características dos povos chinchorros e atacamenhos da região do Atacama.
Também há exposições referentes à cultura de azeitonas e também de técnicas de fabrico de doces de manga produzidas no Vale de Azapa.

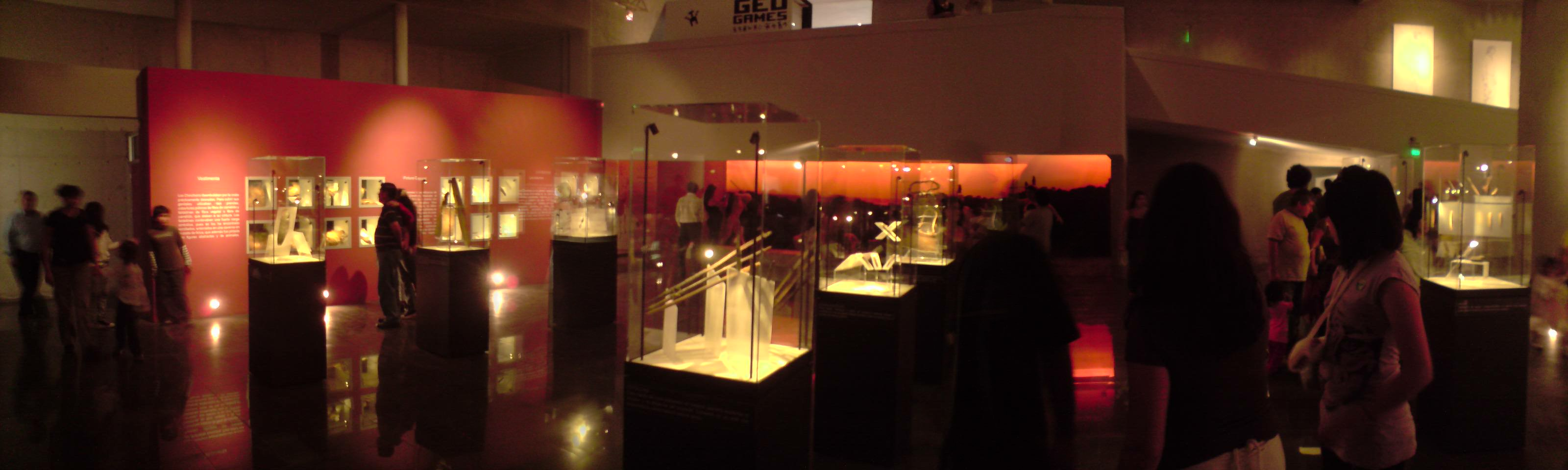
Sala Chinchorro, Museo Arqueológico San Miguel de Azapa

## Galeria

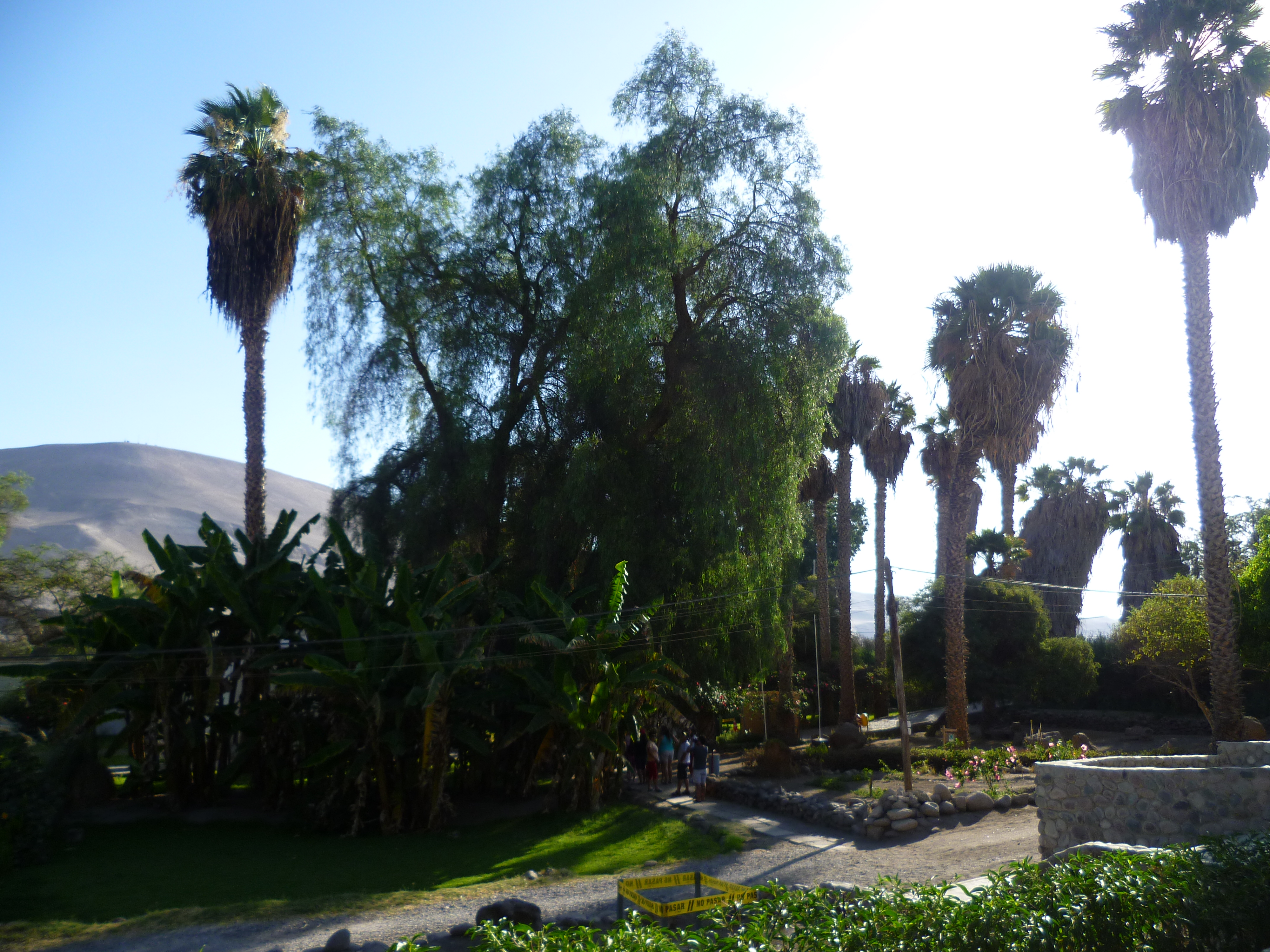
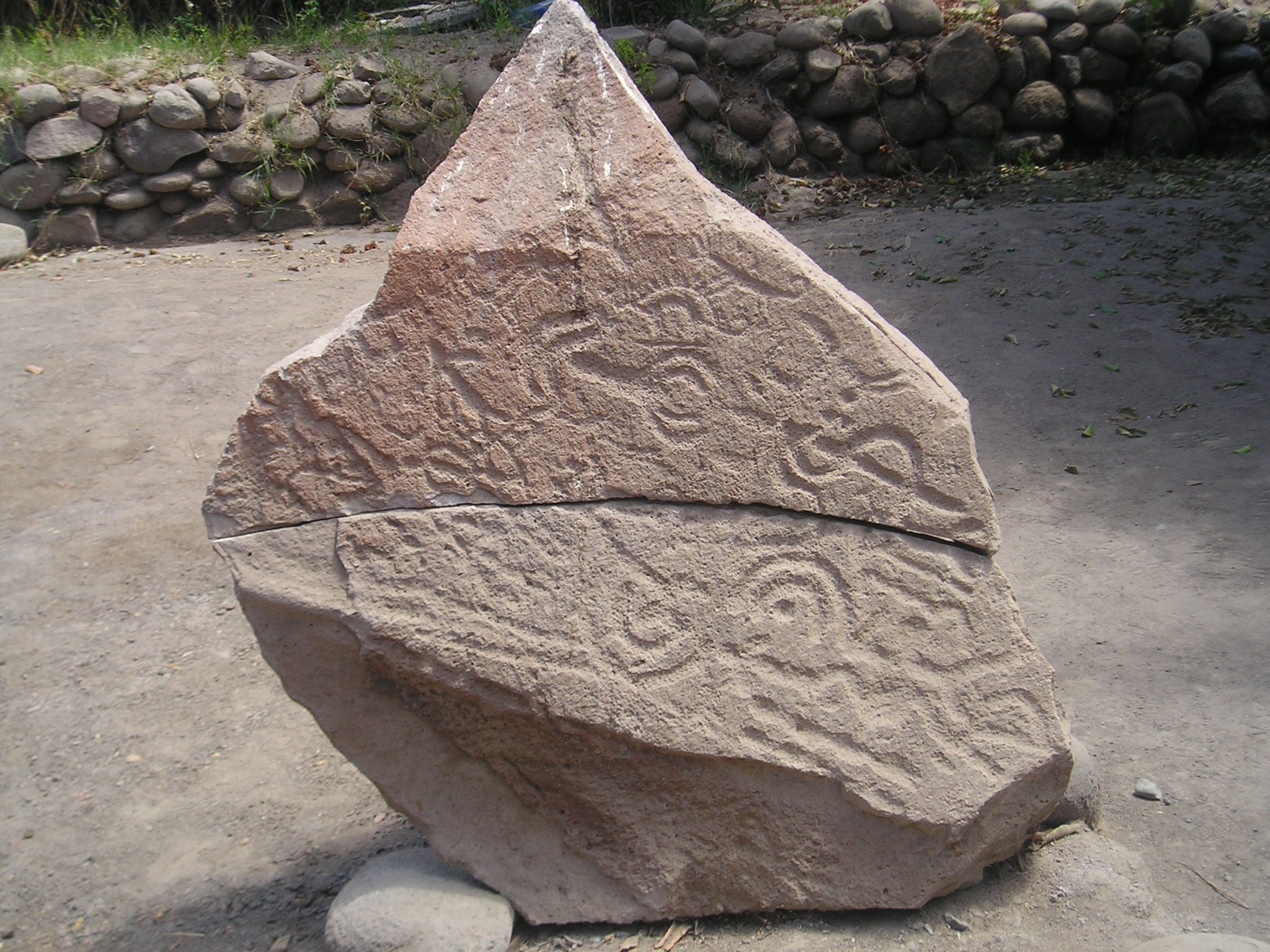
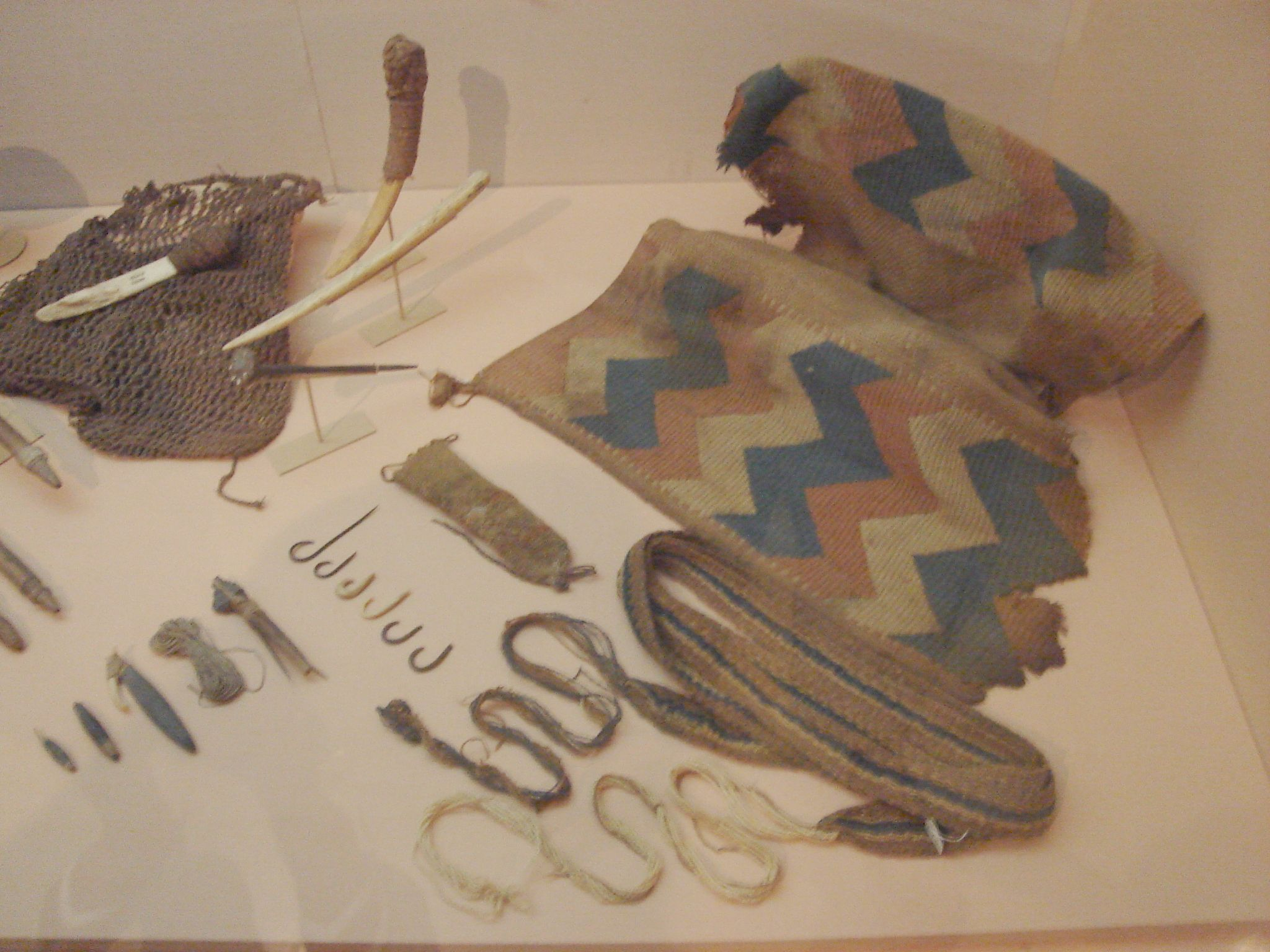
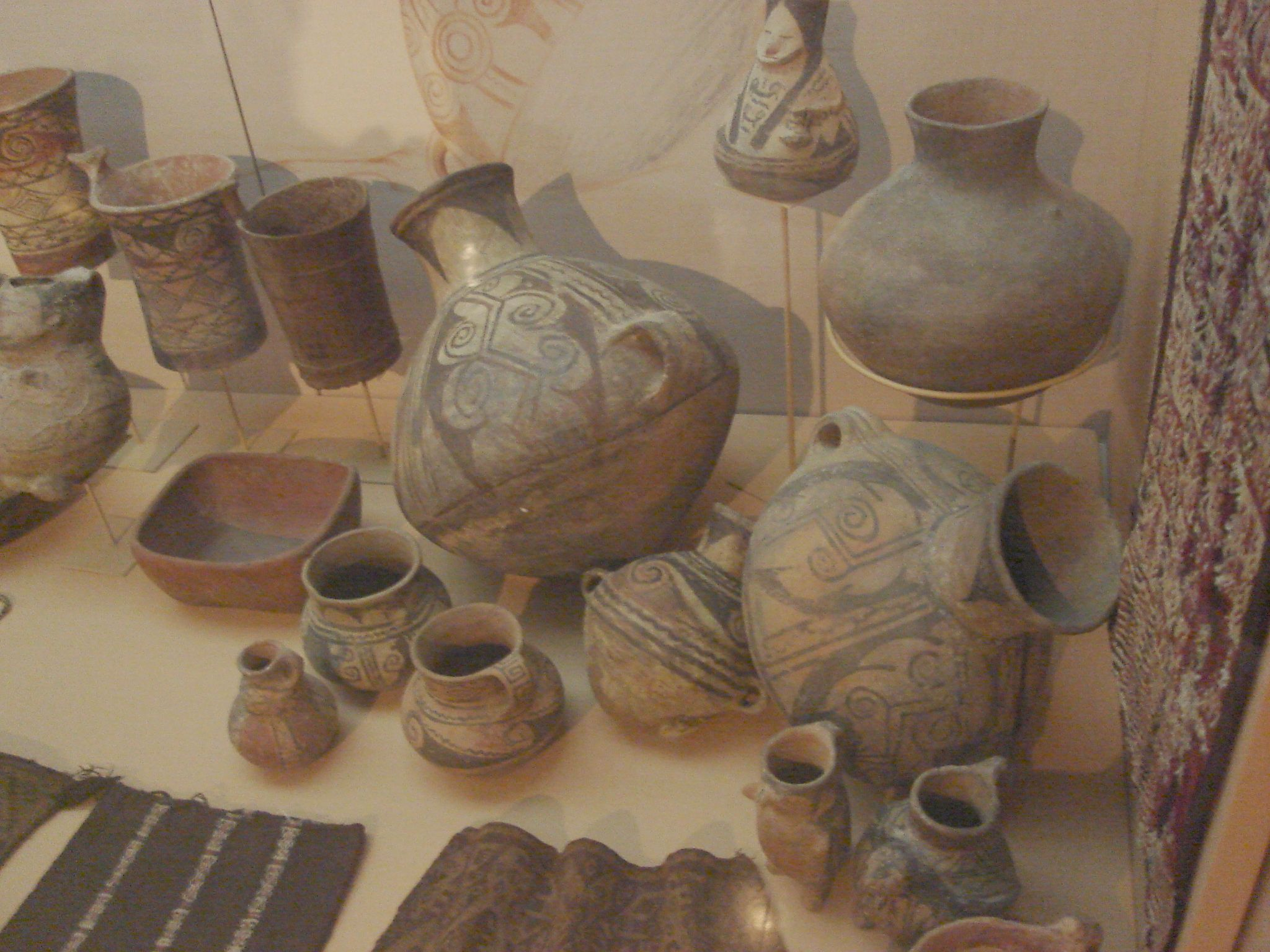